# ニコラス・エドワード・ブラウン

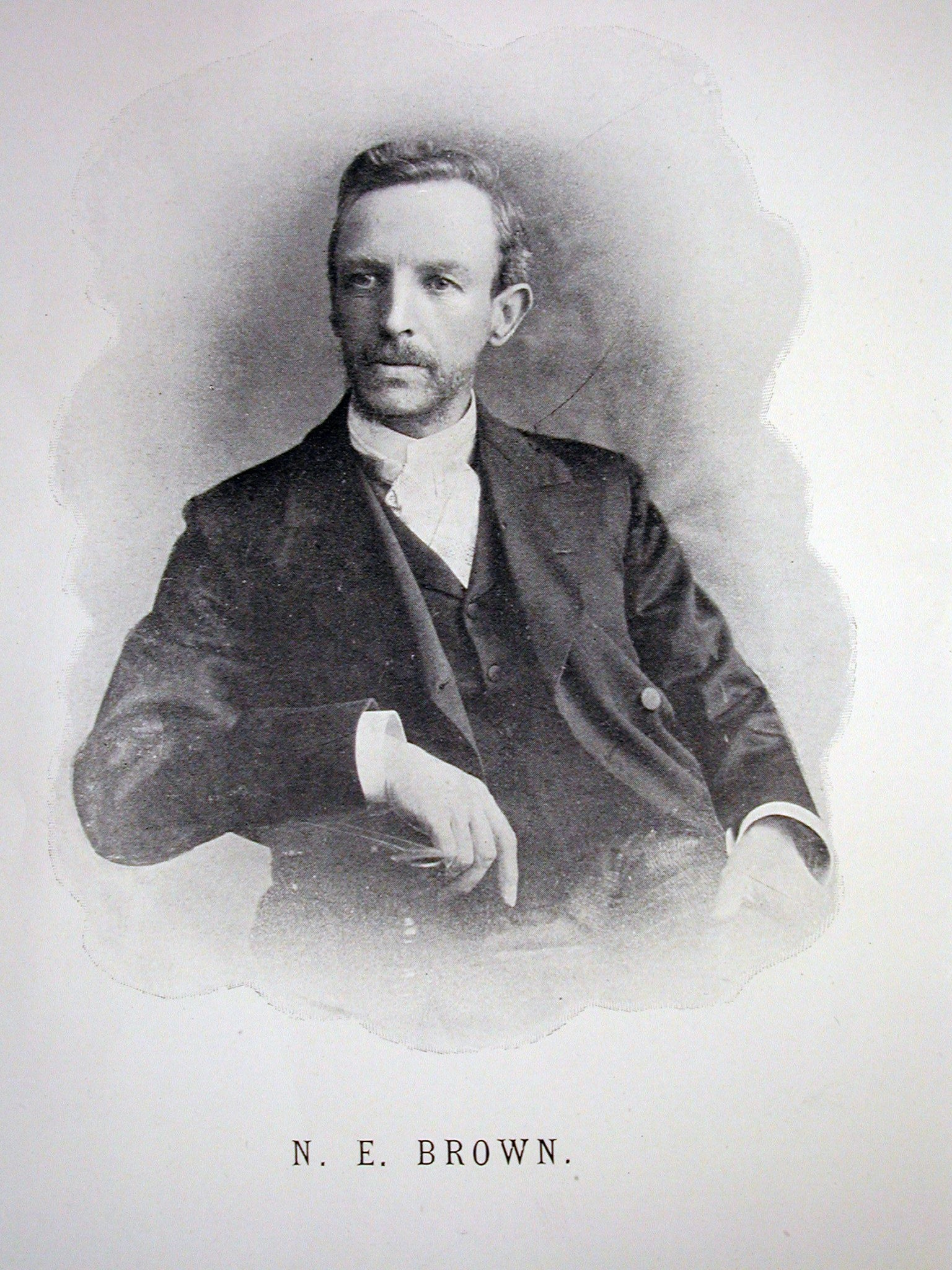
ニコラス・エドワード・ブラウン

ニコラス・エドワード・ブラウン（Nicholas Edward Brown、1849年7月11日 - 1934年11月25日）は、イギリスの植物学者、分類学者である。多肉植物や南アフリカの植物などの専門家として知られた。
サリー州のレッドヒルで生まれた。ライゲート（Reigate）のW. Wilson Saundersの博物館の学芸員として働いた後、1873年からキュー植物園で助手として働き始め、1909年から1914年の間、アシスタント・キーパーを務めた。南アフリカのメッセンブリアンセムム（Mesembryanthemum）などに関する研究で知られる他、多くの新種植物の記載を行った。これらの研究はキュー植物園の紀要（"Kew Bulletin"）や雑誌、"Flora Capensis"に発表された。これらの貢献から1932年に南アフリカ生物学会から、スコット・メモリアル・メダル（Captain Scott Memorial Medal）を受賞した。南アフリカのウィットウォーターズランド大学から名誉学位を受賞した。
ハマミズナ科の属名、Brownanthusに献名されている。